# Río Karasún
El río Karasún (del ruso: Карасун), actualmente lago de Karasún (Карасунские озера) era un río afluente por la orilla derecha del río Kubán perteneciente a la vertiente del mar Negro por el mar de Azov. Actualmente es un conjunto de estanques en el sur de la ciudad de Krasnodar, capital del krai de Krasnodar, en el sur de Rusia.

## Curso
El río Karasún tenía su origen cerca de la stanitsa Starokórsunskaya y corría hacia el oeste, desembocando en el río Kubán. Con el cambio del curso del Kubán, el río quedó reducido a una serie de lagos, por obras de desecación llevadas a cabo ya desde la década de 1870 y que en las décadas de 1960 y 1970 fueron reanudadas, construyéndose en el lugar que ocupaba el lecho de los lagos barrios de viviendas.